# ایف (فیلم)
ایف (به انگلیسی: IF) یک فیلم کمدی فانتزی لایو اکشن/پویانمایی آمریکایی محصول ۲۰۲۴ به نویسندگی، تهیه‌کنندگی و کارگردانی جان کرازینسکی است. در این فیلم گروهی از بازیگران شامل رایان رینولدز، کرازینسکی، کایلی فلمینگ، فیونا شو، آلن کیم و لیزا کولون-زایاس به همراه صداپیشگان فیبی والر-بریج، لوئیس گوست جونیور و استیو کرل حضور دارند. داستان آن دختر جوان و همسایه‌اش را دنبال می‌کند که می‌توانند دوستان خیالی مردم را ببینند.
ایف در تاریخ ۱۷ می ۲۰۲۴ توسط پارامونت پیکچرز در ایالات متحده منتشر شد. این فیلم نقدهای متفاوتی از سوی منتقدان گرفت و فروش جهانیِ بیش از ۱۹۰ میلیون دلاری داشته است.

## زمینه داستانی
دختر جوانی به نام بی، این توانایی را به دست می‌آورد که دوستان خیالی افراد را که به اختصار «ایف» (IF: Imaginary Friend) نامیده می‌شوند، ببیند، که توسط کودکانی که به آنها کمک کرده بودند، اکنون رها شده‌اند. بی، سپس متوجه می‌شود که همسایه‌اش، کال، نیز همین توانایی را دارد.

## بازیگران
- کایلی فلمینگ در نقش بی، دختر جوانی که می‌تواند «ایف» ها را ببیند[۶]
- رایان رینولدز در نقش کال، همسایه بی که همچنین می‌تواند «ایف» ها را ببیند[۶]
- جان کرازینسکی در نقش پدر بی[۷]
- فیونا شو در نقش مادربزرگ بی[۶]
- آلن کیم در نقش بنجامین[۶]
- لیزا کولون-زایاس
- بابی موینیهان

### صداپیشه‌ها
- استیو کارل در نقش بلو، یک دوست خیالی پشمالوی بنفش[۸]
- فیبی والر-بریج در نقش بلاسم، یک کفشدوزک انسان نما[۸]
- لوئیس گوست جونیور در نقش لوئیس، یک خرس
- امیلی بلانت در نقش اسب شاخدار[۸]
- مت دیمون در نقش سانی، یک گل
- مایا رودولف در نقش آلای، یک تمساح[۸]
- جان استوارت در نقش ربات[۸]
- سم راکول در نقش سگ نگهبان
- سباستین مانیسکالو در نقش موش شعبده‌باز[۸]
- کریستوفر ملونی در نقش کازمو[۸]
- ریچارد جنکینز در نقش معلم هنر، یک چهره انیمیشن
- آکوافینا در نقش بابل[۹]
- جان کرازینسکی در نقش مارشملو
- بلیک لایولی در نقش اختاپوس
- جورج کلونی در نقش فضانورد
- متیو رایس در نقش روح
- بردلی کوپر در نقش آیس، یک لیوان آب یخ
- ایمی شومر در نقش گامی بر
- کیگان-مایکل کی در نقش اسلایم، یک لکه سبز
- برد پیت در نقش کیث، یک دوست خیالی ساکت و نامرئی

## تولید
تصویربرداری اصلی در ۳۱ اوت ۲۰۲۲ با یانوش کامینسکی به عنوان فیلمبردار آغاز شد و تا اوایل ماه مه ۲۰۲۳ به پایان رسید.

## انتشار
ایف در تاریخ ۱۷ می ۲۰۲۴ توسط پارامونت پیکچرز در سینماهای ایالات متحده اکران شد. این فیلم در ابتدا برای انتشار در ۱۷ نوامبر ۲۰۲۳ و ۲۴ مه ۲۰۲۴ برنامه‌ریزی شده بود.

## بازخورد
در وبگاه جمع‌آوری نقد راتن تومیتوز، ٪۴۹ از ۱۸۰ بررسی منتقدان مثبت است و میانگینِ امتیاز آن ۵٫۸/۱۰ است. اجماع این وبگاه چنین می‌نویسد: «قصیده‌ای شیرین برای کشف دوبارهٔ کودک درونی، ایف علیرغم داستانی که گاهی بدون تمرکز و غیرضروری پیچیده است، تا حد زیادی به عنوان یک سرگرمی خانوادگی سُنتی عمل می‌کند.» این فیلم در متاکریتیک که از میانگین وزنی استفاده می‌کند، بر اساس نظر ۳۸ منتقدین امتیاز ۴۶ از ۱۰۰ را کسب کرده که نشان‌گر «نقدهای مختلط یا متوسط» است.